# Haplosclerida
Die Ordnung Haplosclerida, die zu den Schwämmen (Porifera) zählt, ist Teil der Unterklasse Heteroscleromorpha, die zu den Hornkieselschwämmen gehört. Es gibt 28 Gattungen, 6 Familien und 1100 eigenständige Arten innerhalb der Haplosclerida (Stand 2023).

## Lebensraum

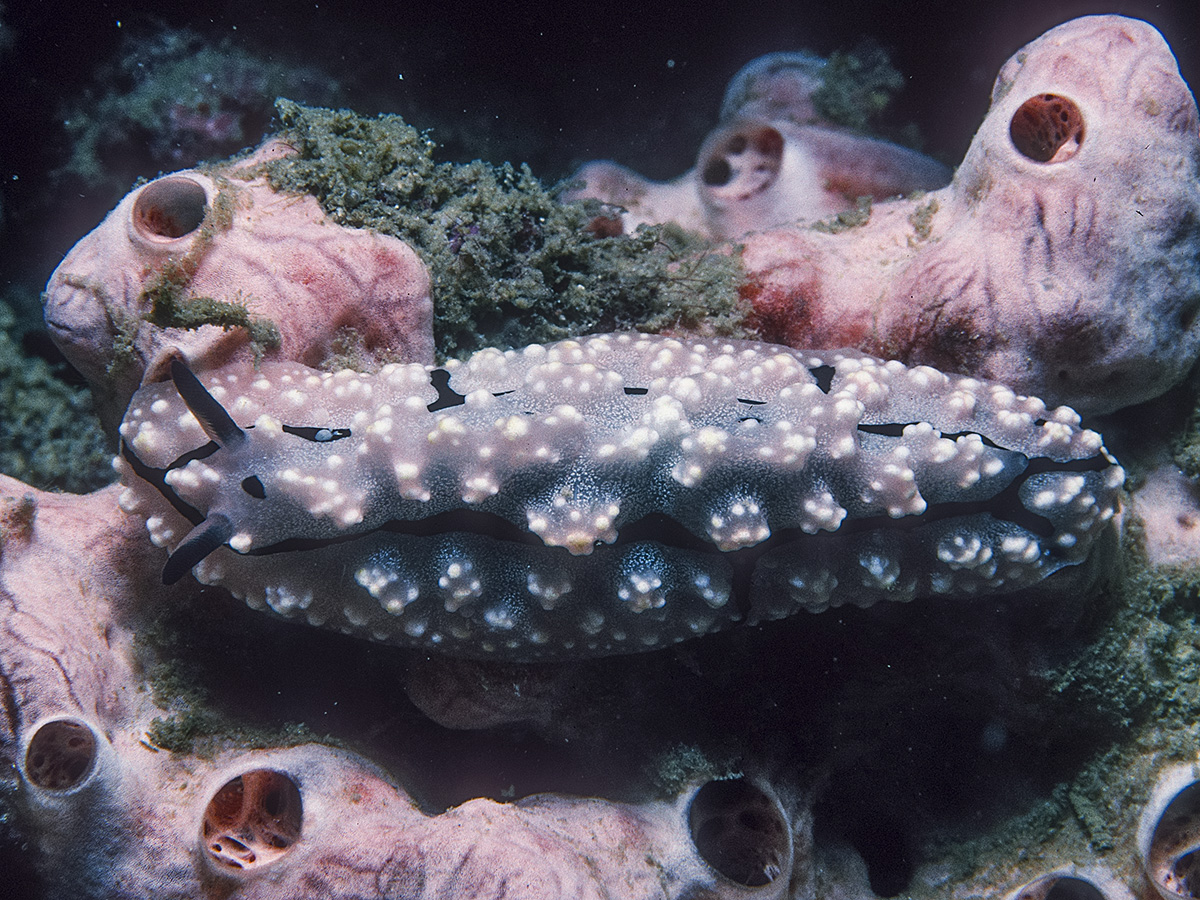
Fressfeind: die Warzenschnecke Phyllidiopsis pipeki

Schwämme der Ordnung Haplosclerida leben sessil und konnten im Meer auch in der Tiefsee nachgewiesen werden.
Innerhalb des Lebensraumes Korallenriff zählen Haplosclerida, gemeinsam mit Kalkschwämmen, zu den ersten Schwämmen, die freie Flächen besiedeln, wie u. a. vor den Küsten der hawaiianischen Kāneʻohe Bay nachgewiesen werden konnte. Als Pionierarten wachsen sie schneller und leben kürzer als die Schwämme, die ihnen anschließend in der Sukzession folgen. Die meisten dieser Wegbereiter traten in den Sommermonaten auf, zum Winter starben viele von ihnen ab und langlebigere Schwammspezies nahmen anschließend ihren Platz ein.

## Lebensweise
Die blinden, ortsfesten Tiere ernähren sich als omnivore Filtrierer. Zu den bekannten Fressfeinden zählen Krebstiere der Unterklasse Caridea, sowie Ringelwürmer (insbesondere Vielborster) und Nacktkiemer, wie z. B. die Warzenschnecken.
Die Fortpflanzung von Schwämmen aus der Ordnung Haplosclerida erfolgt ausschließlich sexuell.

## Ökologische und wissenschaftliche Bedeutung
Schwämme der Ordnung Haplosclerida sind für die ökologische Vielfalt innerhalb ihrer Lebensräume von großer Bedeutung. In der Wissenschaft werden sie gezielt erforscht, um festzustellen, welche Komponenten enthalten, die sich möglicherweise biotechnologisch oder medizinisch nutzen lassen.

## Systematik

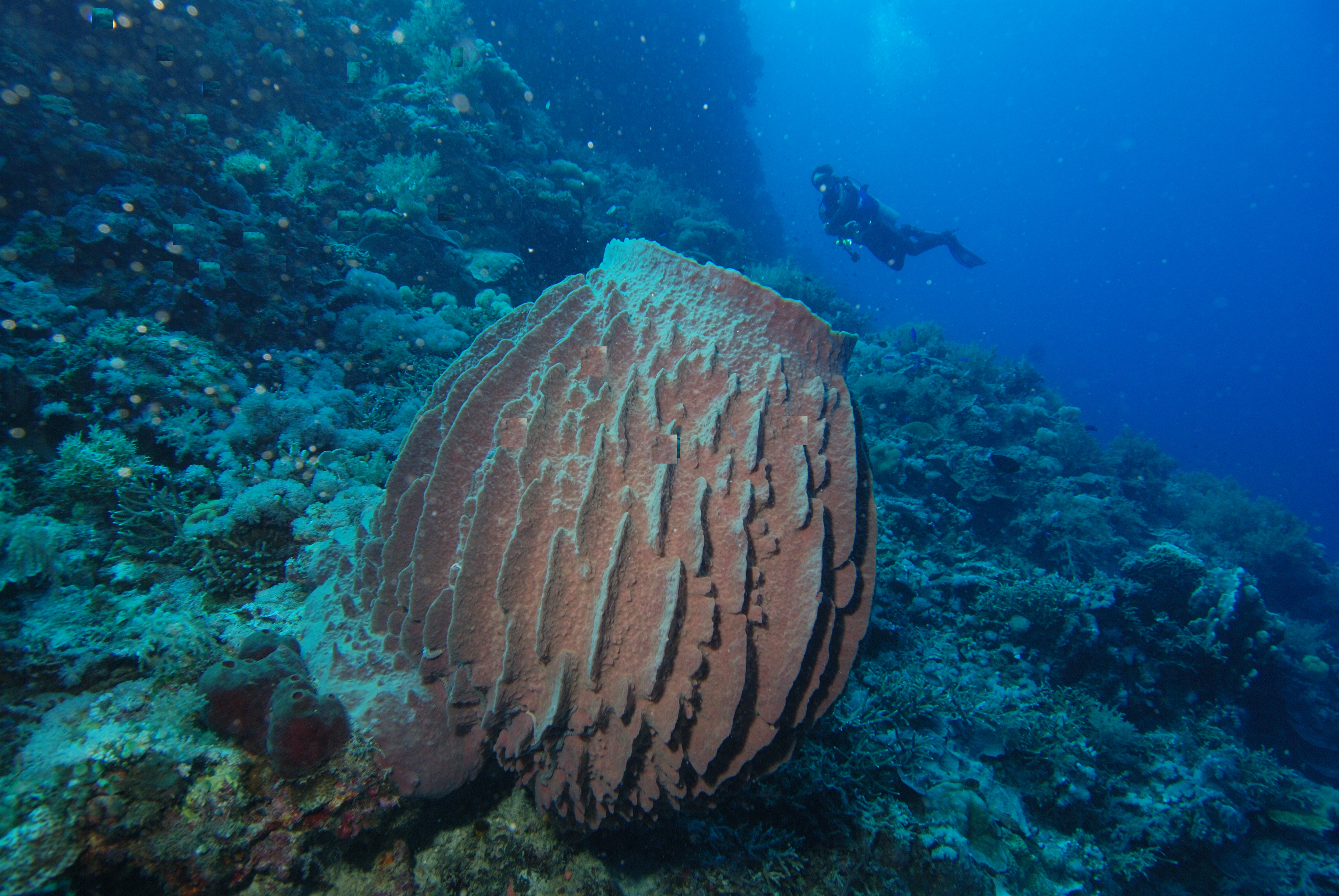
Der Vasenschwamm Xestospongia testudinaria aus der Ordnung der Haplosclerida

Die folgenden sechs Familien werden zu den Haplosclerida gezählt. Beschriebene Arten wurden beispielhaft mit aufgelistet.
- Calcifibrospongiidae Hartman, 1979
- Callyspongiidae de Laubenfels, 1936
- Chalinidae Gray, 1867
  - Haliclona stilensis, Spezies
- Niphatidae Van Soest, 1980
- Petrosiidae Van Soest, 1980
  - Großer Vasenschwamm Xestospongia testudinaria, Spezies
- Phloeodictyidae Carter, 1882